# Paul Guadet

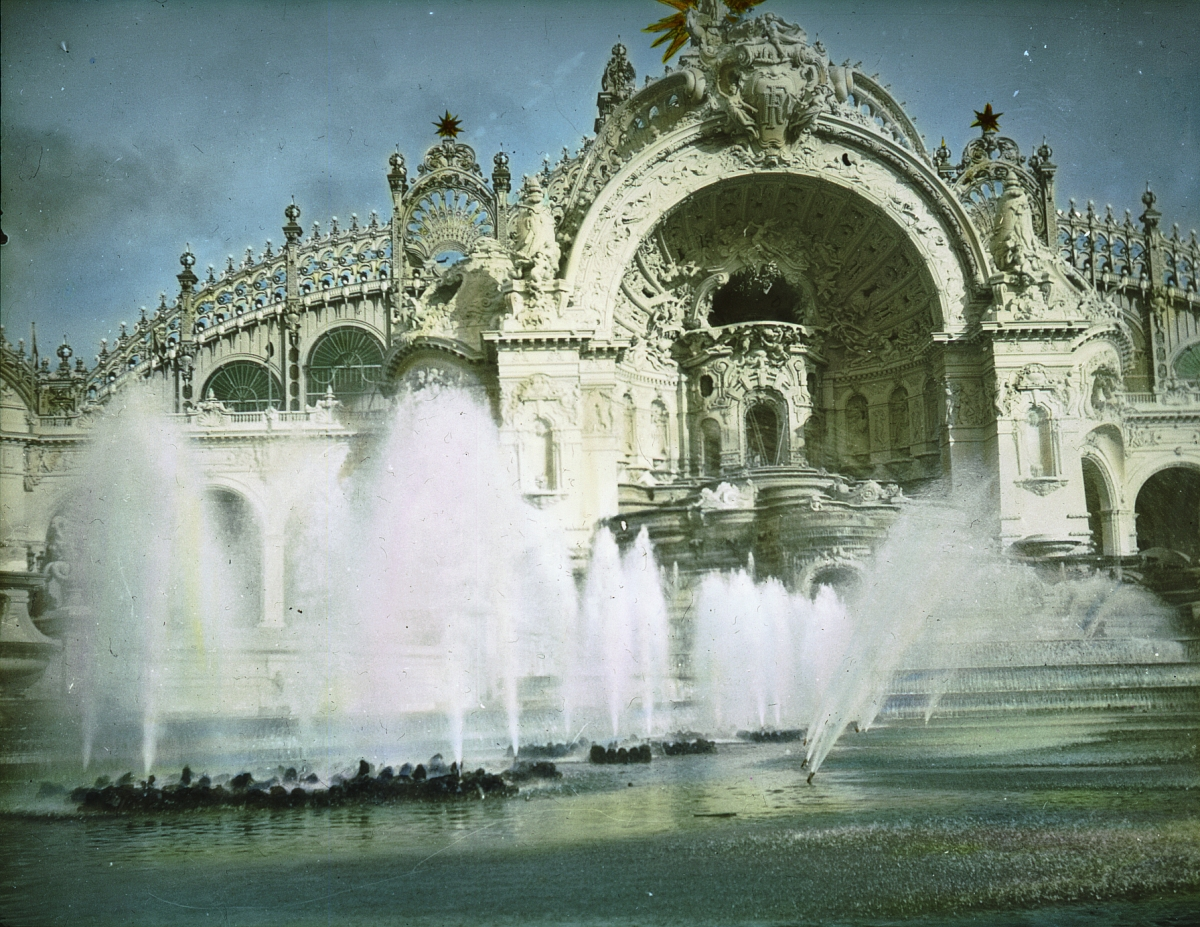
Het Château d'eau voor het Palais d'Electricité op de Wereldtentoonstelling 1900.

Paul Gaudet (1873 - 1931) was een Frans architect.

## Biografie
Paul is de zoon van de architect Julien Gaudet. Hij ging naar school op de École nationale supérieure des beaux-arts in Parijs en studeerde daar in 1904 af. Hij begon te werken in de werkplaats van zijn vader en verhuisde vervolgens naar de werkplaats van J. Paulin. Hij rondde zijn eerste project in 1904 af in Tanger, waar hij een gebouw voor de ambassade van Frankrijk ontwierp. Vanaf 1902 woonde hij in "Villa Suzanne" in Cormeilles-en-Parisis.

## Kenmerkende werken
- Château d'eau (fonteinen) van de Wereldtentoonstelling 1900
- Hotel Paul Carnot, Elisa Avenue-Reclus in Parijs
- Guadet-hotel op 95, boulevard Murat in Parijs
- Gezantschap van Frankrijk in Cetinje, Montenegro

- Bibliothèque nationale de France: cb10240317w (data)
- Gemeinsame Normdatei: 1157134793
- International Standard Name Identifier: 0000 0000 4642 3835
- Library of Congress Control Number: no2003035834
- Système universitaire de documentation: 157861082
- Virtual International Authority File: 39061584
- WorldCat: E39PBJjmQH3CTm3R8DM6CTpVmd